# Qingcheng, Qingyuan
Qingcheng är ett stadsdistrikt och säte för stadsfullmäktige i Qingyuans stad på prefekturnivå i provinsen Guangdong i sydöstra Kina. Det ligger omkring 69 kilometer norr om provinshuvudstaden Guangzhou.
Qingcheng är indelat i fyra stadsdelsdistrikt och fyra köpingar.
Stadsdelsdistrikt (jiedao):

- Dongcheng (东城街道)
- Fengcheng (凤城街道)
- Henghe (横荷街道)
- Zhouxin (洲心街道)

Köpingar (zhen):

- Feilaixia (飞来峡镇)
- Longtang (龙塘镇)
- Shijiao (石角镇)
- Yuantan (源潭镇)